# Dumont Frères & Cie

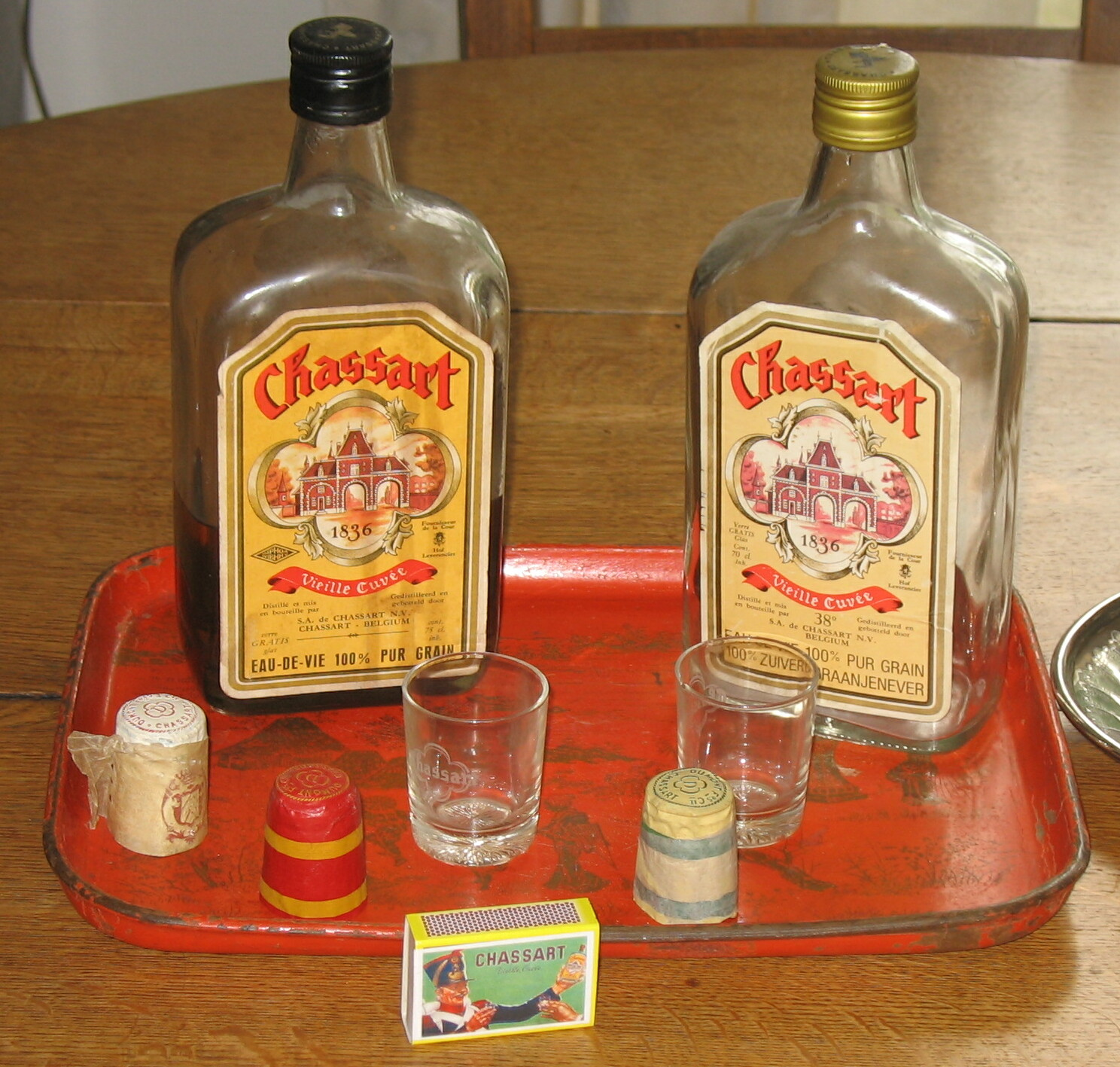
fles Jenever Chassart "Vieille cuvée" de vlaggenschipproduct van Dumont Frères & Cie

Het bedrijf Dumont Frères & Cie, ook bekend onder de naam Etablissements de Chassart is een voormalige Belgische jeneverstokerij. Het bedrijf werd opgericht door Auguste Dumont (1794-1876) en danken hun naam aan het gehucht van het dorp Saint-Amand, Chassart, waar deze in 1836 werden opgericht. Deze agrarische plaats in de provincie Henegouwen (Waals gewest van België ) was de locatie waar hun agro-industriële activiteiten zich ontwikkelden.
Het Chassart-label (aanwezig op het flesetiket) duidt ook een geregistreerd merk van jenever aan dat op deze plaats wordt geproduceerd. 
Het bedrijf staat ook bekend om de teelt van bieten, de productie van azijn, gist en meststoffen en zijn suikerfabriek en de mouterij. Dit is een voorbeeld van een groot landbouwbedrijf dat in minder dan een eeuw uitgroeide tot een agro-industriële onderneming. 
Het bedrijf stopte zijn activiteiten in 1968 en vroeg het faillissement aan. 

## Geschiedenis

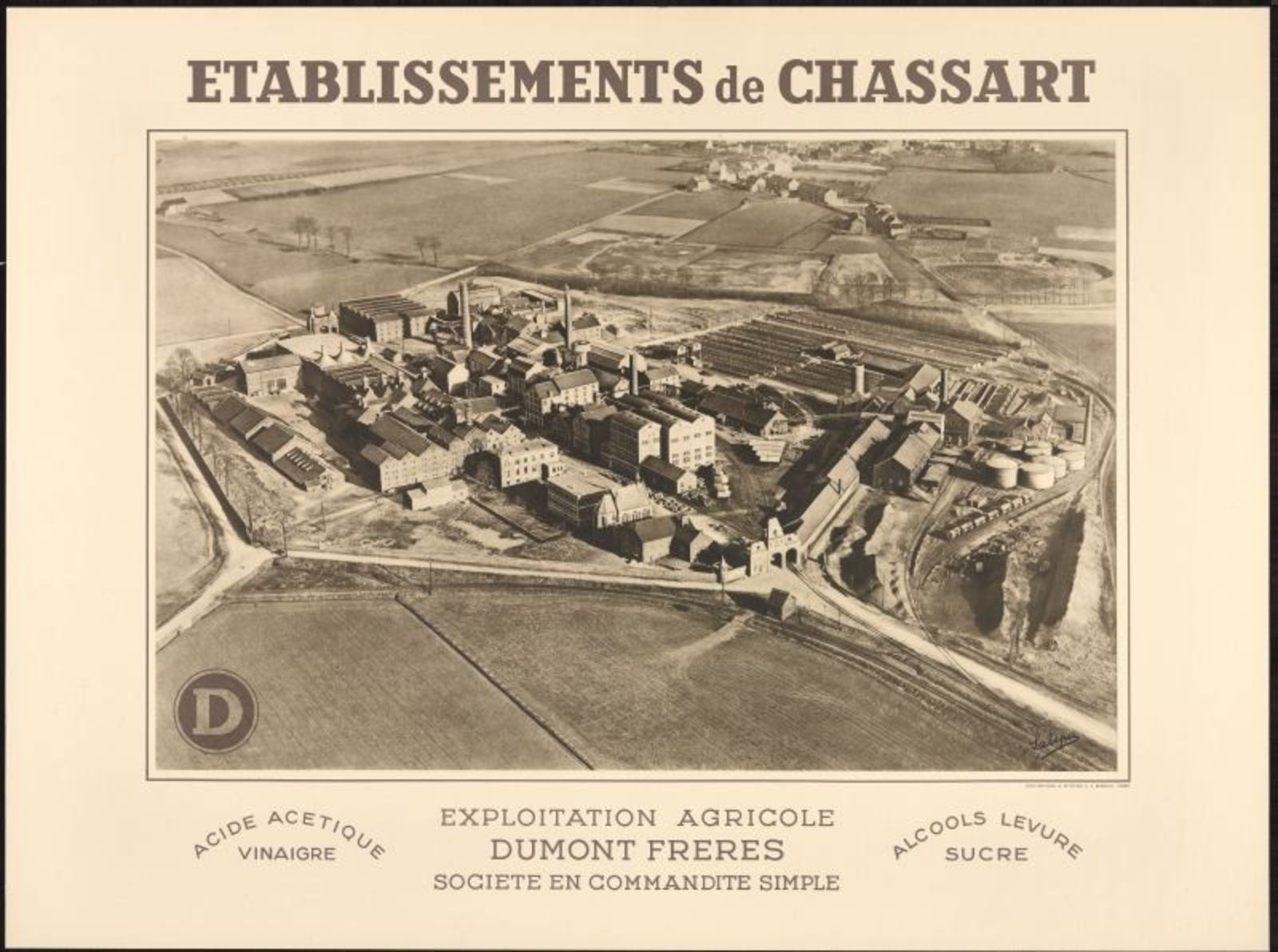
Site de Chassart - In 1896 werd het statuut van het bedrijf omgezet in een "eenvoudige vennootschap onder de naam Dumont Frères". (Foto 1940)

In 1826 verwierf Auguste Dumont  een agrarisch landgoed van ongeveer honderd hectare (domein van de boerderij van Chassart, voorheen beheerd door de abdij van Villers-la-ville tot 1797, vervolgens geconfisqueerd tijdens de Franse Revolutie, daarna verkocht aan Antoine Léonard Jackmart, een gepensioneerde advocaat, en door hem doorverkocht) om suikerbieten te verbouwen. Hij richtte het bedrijf op in 1836 en vestigde zich als industrieel distilleerder. In 1833 werd een eerste distilleerderij gebouwd en in 1836 een suikerfabriek. De naam van Guillaume Dumont   (broer van Auguste, Belgisch politicus en meester van de smederijen) komt voor in de lijst van bestuurders van het bedrijf Établissements de Chassart.
In 1852 volgde Léopold Dumont  zijn vader op als directeur van het bedrijf. Hij transformeerde dit tot een modern agro-industrieel complex en gaf het een functie van geïntegreerde verwerking van verschillende producten. Hij breidde zijn domein uit door 400 hectare grond te verwerven en andere landbouwbedrijven samen te voegen. In 1857 werd een graanstokerij gebouwd, in 1878 vond de modernisering (installatie van elektromotoren) van de suikerfabriek plaats. In het gebied werd een particuliere spoorlijn aangelegd. Tijdens de jaren 1880 werden een mouterij en een gistfabriek in gebruik genomen, nieuwe chemische processen werden geïntroduceerd en gecontroleerd door laboratoria, die het mogelijk maakten om de activiteiten te diversifiëren. De laboratoria onderhielden in die tijd contacten met buitenlandse organische chemie-instituten (waar de Franse scheikundigen Jean-Baptiste Dumas en Augustin-Pierre Dubrunfaut werden geraadpleegd) en het jonge agronomische instituut van Gembloux. In 1890 verwierven de vestigingen van Chassart een uitgestrekt landgoed in Tunesië (toen onder Frans protectoraat) dat Chassart-Tefaha heette, waar een landbouwschool werd ingehuldigd voor de verbetering van de teelt van granen en de aanplanting van wijnstokken.
Bij het overlijden van Léopold [alpha 1] (1902) nam zijn neef Gabriël Dumont (1870-1925) de leiding van het bedrijf over. In 1896 veranderde het statuut van het bedrijf in een vorm van "Commanditaire vennootschap" onder de naam Dumont Frères en Cie, met het oog op een vereenvoudiging van het beheer ervan. Er werd besloten tot nieuwe investeringen: er werd een azijnfabriek opgericht (1903), een alcoholfabriek gebouwd in Chassart en de installatie van een gistfabriek in het noorden van Frankrijk in Prouvy (in 1912).
In 1906 werd de familie Dumont in de adelstand verheven en kreeg zij toestemming om de titel van Chassart toe te voegen aan die van Dumont. 
Tijdens de Eerste Wereldoorlog werd de productie van Etablissements Dumont de Chassart zwaar getroffen. In 1925 verschenen de achterkleinzonen van de oprichter, Léopold Dumont [alpha 1] de Chassart (1894-1976) en Emmanuel Dumont de Chassart (1901-1944) op het toneel die het management van het bedrijf overnamen en waarvan de resultaten een piek bereikten. Op dat moment produceerde het bedrijf gekristalliseerde suiker, graanalcohol, gist, azijn, potas, azijnzuur en luzernemeel. Op het gebied van digestieven en brandewijnen besloot het bedrijf zijn markt uit te breiden door drie jenevers aan te kondigen: de oude vintage, een bijzondere vintage en de Chassart 34° ondanks de daling van het alcoholgebruik als gevolg van de Wet Vandervelde van 1919 en de algemene stijging van de levensstandaard.
Tijdens de Tweede Wereldoorlog werden de industriële activiteiten opnieuw ontwricht. Aan het einde van de oorlog verloor het bedrijf zijn concurrentievermogen, ondanks een hervatting van de productie van gist voor het Amerikaanse leger waardoor de fondsen werden aangevuld. De vertraging bij de modernisering van de productie eenheden en de moeilijke omschakeling naar nieuwe markten brachten nieuwe groei in gevaar. Het gebruik van extern kapitaal bleek ingewikkeld, net zoals zelffinanciering ontmoedigd werd tijdens de mondiale economische crisis van 1929, die de situatie nog verergerde. Omdat ze de mondiale concurrentie niet kon weerstaan, werd de suikerraffinaderij in 1957 verkocht aan de Tiense Suikerraffinaderij . De distilleerderij heeft de suikerraffinaderij niet lang overleefd. Er verschenen nieuwe concurrerende producten op de markt, met name whisky die na de oorlog door de Amerikanen werd geïmporteerd. Het patent voor Chassart Vieille cuvée werd in 1968 door de familie Dumont de Chassart verkocht aan Martini & Rossi. De nationalisatie van productiefabrieken in Tunesië had zware financiële gevolgen. Na een periode van gistproductie werd de Chassart-fabriek omgevormd tot een bottelarij die in 1977 werd gesloten.

## Archieven
De archieven van de Etablissementen de Chassart werden sinds 1985 door leden van de familie gedeponeerd bij de Vrije Universiteit Brussel, ULB, er werd een inventaris opgemaakt en gepubliceerd.

## Distilleerderij

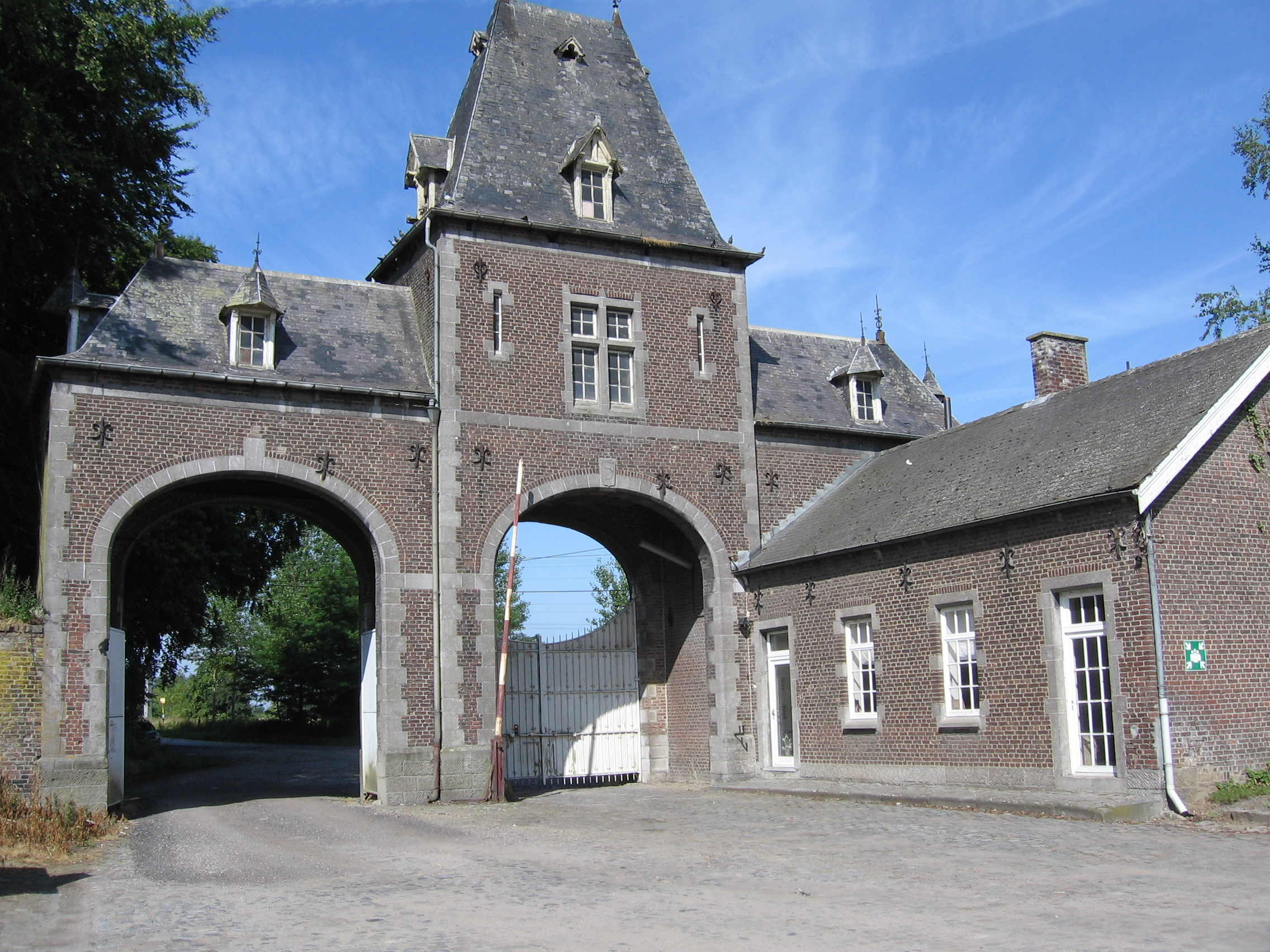
Binnenpoort van de Chassart fabriek, afgebeeld in het logo op de fles.

De eerste distilleerderij werd rond 1836 samen met de eerste suikerraffinaderij opgericht. De officiële registratie van het merk Genièvre de Chassart bij de griffie van de rechtbank van koophandel dateert uit 1930. De opslag, distributie en marketing van Chassart gebeurde vanuit een satellietsite, gelegen in de Brusselse regio. Het bijbehorende logo vertegenwoordigt de toegangspoort tot de site, dat op het flesetiket is afgedrukt. Dit is het enige logo dat wordt gebruikt. Het bekendste product is "de oude vintage". Hiervan zijn er twee varianten: de bijzondere vintage en de Chassart 34°, beiden op basis van graanalcohol. Chassart jenever werd gebruikt als merkimago van Etablissements Chassart om de bekendheid en zichtbaarheid van het bedrijf te garanderen, maar het product vertegenwoordigde slechts een klein deel van het productiegamma. De jeneverproductie overleefde de faillissementsaanvraag in 1968. De firma Martini Rossi verwierf het patent en was verantwoordelijk voor de productie en marketing. In 1989 nam de firma Bruggeman de productie en de distributie over. Deze veranderde de distillatie van jenever naar een afgeleid product, namelijk gin en werd "Chassart gin" gedoopt.

## Productie-eenheden
De door het bedrijf ontwikkelde producten bestrijken een breed scala aan expertise op het gebied van agrifood, van engineering, exploitatie, verkoop en distributie. 
- Teelt van granen en suikerbieten,
- Azijn, azijnzuur,
- Distilleerderij,
- Mouterij,
- Luzernemeelfabriek,
- potas-, gist- en kunstmestfabriek.

### Bibliographie
- J. PUISSANT, Histoire orale et milieu social dans Livre blanc du patrimoine industriel et technique ancien de la Belgique, Technologie, 1986, 9 (1), pp. 47-52.